# Matteus Berglund
Oscar Matteus Berglund (i riksdagen kallad Berglund i Askersund), född 11 september 1898 i Motala, död 10 december 1981 i Askersunds församling, var en svensk disponent och politiker (folkpartist).
Matteus Berglund, som var son till en verkstadsarbetare, var kontorist och kamrer på AB Askersunds trikåfabrik från 1925 och blev disponent där 1954. År 1962 startade han agenturfirman Matteus Berglund AB. Han var starkt engagerad i Svenska Baptistsamfundet och senare i Örebromissionen, vars ordförande han var 1960-1970. Han var även vice ordförande i Askersunds stads stadsfullmäktige 1947-1951 och drätselkammarens ordförande 1947-1967.
Han var riksdagsledamot i andra kammaren för Örebro läns valkrets i två omgångar, från den 26 juni 1957 till nyvalet 1958 samt åren 1961-1968. I riksdagen var han bland annat ledamot i bankoutskottet 1963-1968. Han var särskilt engagerad i näringspolitik och nykterhetsfrågor.